# Pericallia plutonica
Pericallia plutonica är en fjärilsart som beskrevs av Felder 1874. Pericallia plutonica ingår i släktet Pericallia och familjen björnspinnare. Inga underarter finns listade i Catalogue of Life.